# Rosa Emily
La Rosa 'Emily' (AUSburton es el nombre de la obtención registrada), es un cultivar de rosa arbustiva que fue conseguido en Reino Unido en 1992 por el rosalista británico David Austin.

## Descripción
Emily es una rosas moderna de jardín arbustiva cultivar del grupo « English Rose Collection ».
La variedad cultivar procede del cruce de The Prioress x Mary Rose.
Las formas arbustivas del cultivar tienen porte erguido que alcanza más de 60 a 75 cm de alto. Las hojas son de color verde oscuro mate de tamaño medio, follaje coriáceo.
Sus delicadas flores de color rosa suave, los pétalos superiores se desvanecen a lo profundo del rosa, y al envés al color rosa suave. Fragancia fuerte. La flor presenta con 80 a 85 pétalos. El diámetro medio de 2,25". Rosa mediana, muy completa (41 + pétalos), florece en ramos, en pequeños grupos. Los pétalos con volantes en el centro están encerradas por los pétalos en forma de copa que forman el perímetro.
Florece durante la temporada y repetición ocasional más tarde de la temporada.

## Origen
El cultivar fue desarrollado en Reino Unido por el prolífico rosalista británico David Austin en 1992. Emily es una rosa híbrida con ascendentes parentales de cruce de 'The Prioress' x 'Mary Rose'®.
La obtención fue registrada bajo el nombre cultivar de AUSburton por David Austin en 1992 y se le dio el nombre comercial de exhibición 'Emily'. También se le reconoce por el sinónimo de AUSburton.
La rosa 'Emily' fue introducida en los Estados Unidos por David Austin Roses Limited (UK) en 1994 con la « United States - Patent No: PP 8,838  on  19 Jul 1994 View USpto patent Application on 29 Mar 1993 ».

## Cultivo
Aunque las plantas están generalmente libres de enfermedades, es posible que sufran de punto negro en climas más húmedos o en situaciones donde la circulación de aire es limitada. Se desarrollan mejor a pleno sol. En América del Norte son capaces de ser cultivadas en USDA Hardiness Zones 6b a 9b. La resistencia y la popularidad de la variedad han visto generalizado su uso en cultivos en todo el mundo.
Puede ser utilizado para las flores cortadas, jardín o portador guia. Vigorosa. En la poda de Primavera es conveniente retirar las cañas viejas y madera muerta o enferma y recortar cañas que se cruzan. En climas más cálidos, recortar las cañas que quedan en alrededor de un tercio. En las zonas más frías, probablemente hay que podar un poco más que eso. Requiere protección contra la congelación de las heladas invernales.